# Vodňany
Vodňany cseh város Csehország Dél-csehországi kerületének Strakonicei járásában. Lakosainak száma 7025  (2008. 12. 31).

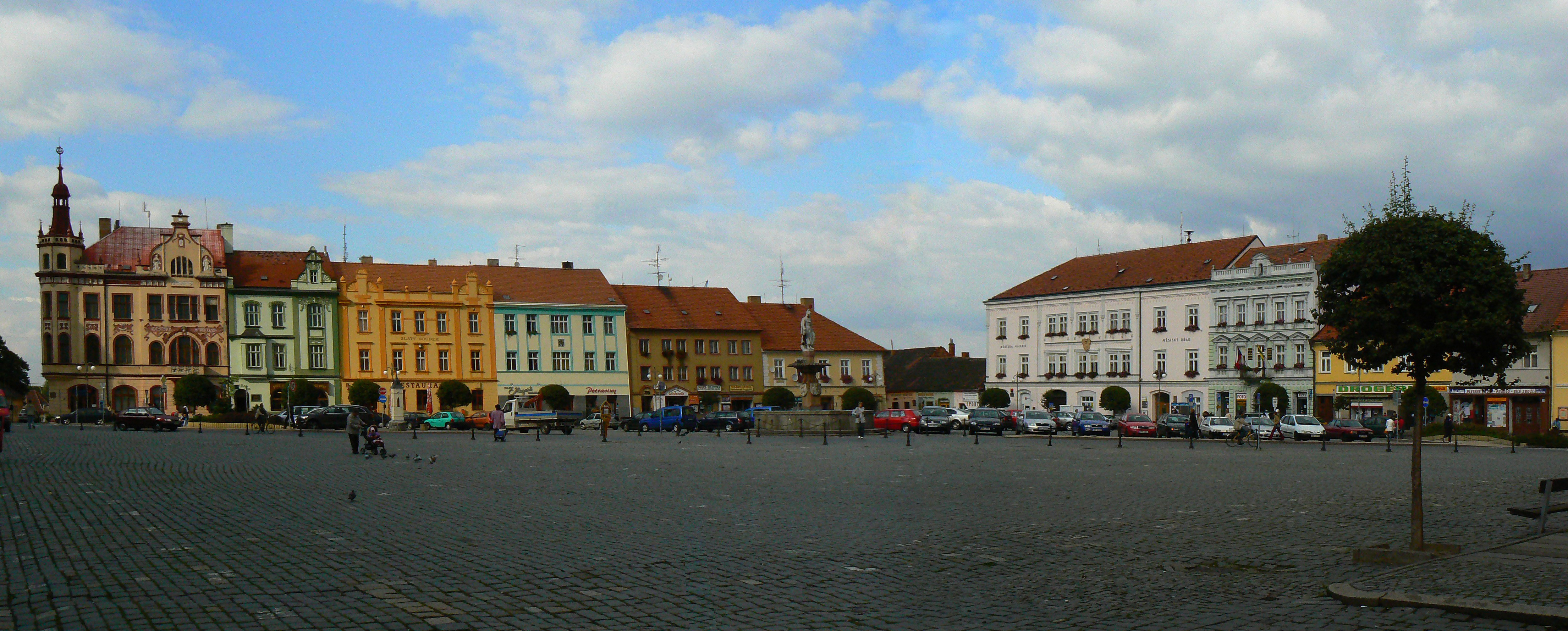
A Szabadság-tér Vodňany-ban

## A városhoz tartozó települések
- Čavyně
- Hvožďany
- Křtětice
- Pražák
- Radčice
- Újezd
- Vodňanské Svobodné Hory
- Vodňany I
- Vodňany II

## Testvérvárosok
- Oravský Podzámok, Szlovákia,
- Sieraków, Lengyelország
- Zlaté Hory, Csehország
- Wartberg ob der Aist, Ausztria
- Aarwangen, Svájc

## Népesség
A település népessége az elmúlt években az alábbi módon változott:
| Lakosok száma | 5784 | 5556 | 5664 | 6287 | 6624 | 7147 | 6856 | 6953 | 6816 | 7483 |
|               | 1869 | 1900 | 1921 | 1961 | 1980 | 2011 | 2016 | 2019 | 2021 | 2024 |

## Fordítás
- Ez a szócikk részben vagy egészben  a   Vodňany című angol Wikipédia-szócikk fordításán alapul.  Az eredeti cikk szerkesztőit annak laptörténete sorolja fel. Ez a jelzés csupán a megfogalmazás eredetét és a szerzői jogokat jelzi, nem szolgál a cikkben szereplő információk forrásmegjelöléseként.